# 1062
Évszázadok: 10. század – 11. század – 12. század
Évtizedek: 1010-es évek – 1020-as évek – 1030-as évek – 1040-es évek – 1050-es évek – 1060-as évek – 1070-es évek – 1080-as évek – 1090-es évek – 1100-as évek – 1110-es évek
Évek: 1057 – 1058 – 1059 – 1060 –  1061 – 1062 – 1063 – 1064 – 1065 – 1066 – 1067

## Események
- április – II. Honoriusz fegyveres erővel kikényszeríti, hogy Rómában is beiktassák pápává.[1]
- az év folyamán – 
  - Az Almorávidák meghódítják egész Marokkót és hatalmuk a mai Spanyolországtól Szenegálig terjed.
  - Marrákes városának alapítása.

## Születések
- Nikephorosz Brienniusz bizánci államférfi († 1137)